# ブライス・ドウィット
ブライス・セリグマン・ドウィット（Bryce Seligman DeWitt、1923年1月8日 - 2004年9月23日）は、アメリカ合衆国の理論物理学者である。重力論と場の量子論の研究で知られる。デウィットとも表記される。

## 生涯
ドウィットは1923年1月8日にカリフォルニア州トゥーレアリ郡のディニューバで生まれた。父は医師のカール・ブライス・セリグマン(Carl Bryce Seligman)、母は数学とラテン語の教師のオナー・ペティット・セリグマン(Honor Pettit Seligman)であり、出生時の名前は父と同じカール・ブライス・セリグマン(Carl Bryce Seligman)だった。弟がアメリカ東部の高校に入学したときに、セリグマンという姓から誤った先入観を持たれたことから、父親の勧めにより、1950年代より兄弟そろって母方の家系に由来する姓であるドウィットを名乗るようになった。弟に、魚類学者のヒュー・ハミルトン・ドウィット（1933年 - 1995年）、国務省の外務官僚となったロイド・ルイス・ドウィット（1926年 - 1988年）、教師のハイラム・ペティット・ドウィット（1936年 - ）がいる。
ハーバード大学で学士号、修士号を取得し、1950年に博士号(PhD)を取得した。博士論文の指導教官はジュリアン・シュウィンガーだった。第二次世界大戦中にアメリカ海軍に入隊し、飛行士としての訓練を受けたが、戦闘に参加する前に終戦を迎えた。1951年にフランス出身の数理物理学者セシル・モレットと結婚した。妻との間に4人の娘がいる。
大学卒業後はプリンストン高等研究所に博士研究員として在籍し、1952年にローレンス・リバモア研究所に移籍した。1956年にノースカロライナ大学チャペルヒル校で教員となった。1973年、スタンフォード大学での職を得たが、ドウィットの改姓が気に入らなかった同大学教授のフェリックス・ブロッホがドウィットへの教職の任命を阻止した。そのため、ドウィットは妻と共にテキサス大学オースティン校で教職に就いた。
2004年9月23日、膵癌により81歳で死去した。

## 業績
ドウィットは一般相対性理論の量子化の先駆的研究を行い、正準量子重力理論、顕在共変法、熱核アルゴリズムなどを開発した。ジョン・ホイーラーと共に宇宙全体の波動関数に関するホイーラー・ドウィット方程式を定式化した。また、ヒュー・エヴェレットの相対状態理論を定式化し、これを「多世界解釈」として物理学界に広めた。

## 受賞歴
- ICTP ディラック賞（1987年）
- ポメランチュク賞（2002年）
- APS アインシュタイン賞（2005年、死後の追贈）
- 全米科学アカデミー会員[6]
- アメリカ物理学会フェロー

## 著書
- Bryce DeWitt, Dynamical theory of groups and fields, Gordon and Breach, New York, 1965
- Bryce DeWitt, R. Neill Graham, eds., The Many-Worlds Interpretation of Quantum Mechanics, Princeton Series in Physics, Princeton University Press (1973), ISBN 0-691-08131-X.
- S. M. Christensen, ed., Quantum theory of gravity. Essays in honor of the 60th birthday of Bryce S. DeWitt, Adam Hilger, Bristol, 1984.
- Bryce DeWitt, Supermanifolds, Cambridge University Press, Cambridge, 1985.
- Bryce DeWitt, The Global Approach to Quantum Field Theory, The International Series of Monographs on Physics, Oxford University Press, 2003, ISBN 978-0-19-851093-2.
- Bryce DeWitt, Sopra un raggio di luce, Di Renzo Editore, Roma, 2005.
- Bryce DeWitt, Bryce DeWitt's Lectures on Gravitation, Steven M. Christensen, ed., Springer, 2011.

## ギャラリー

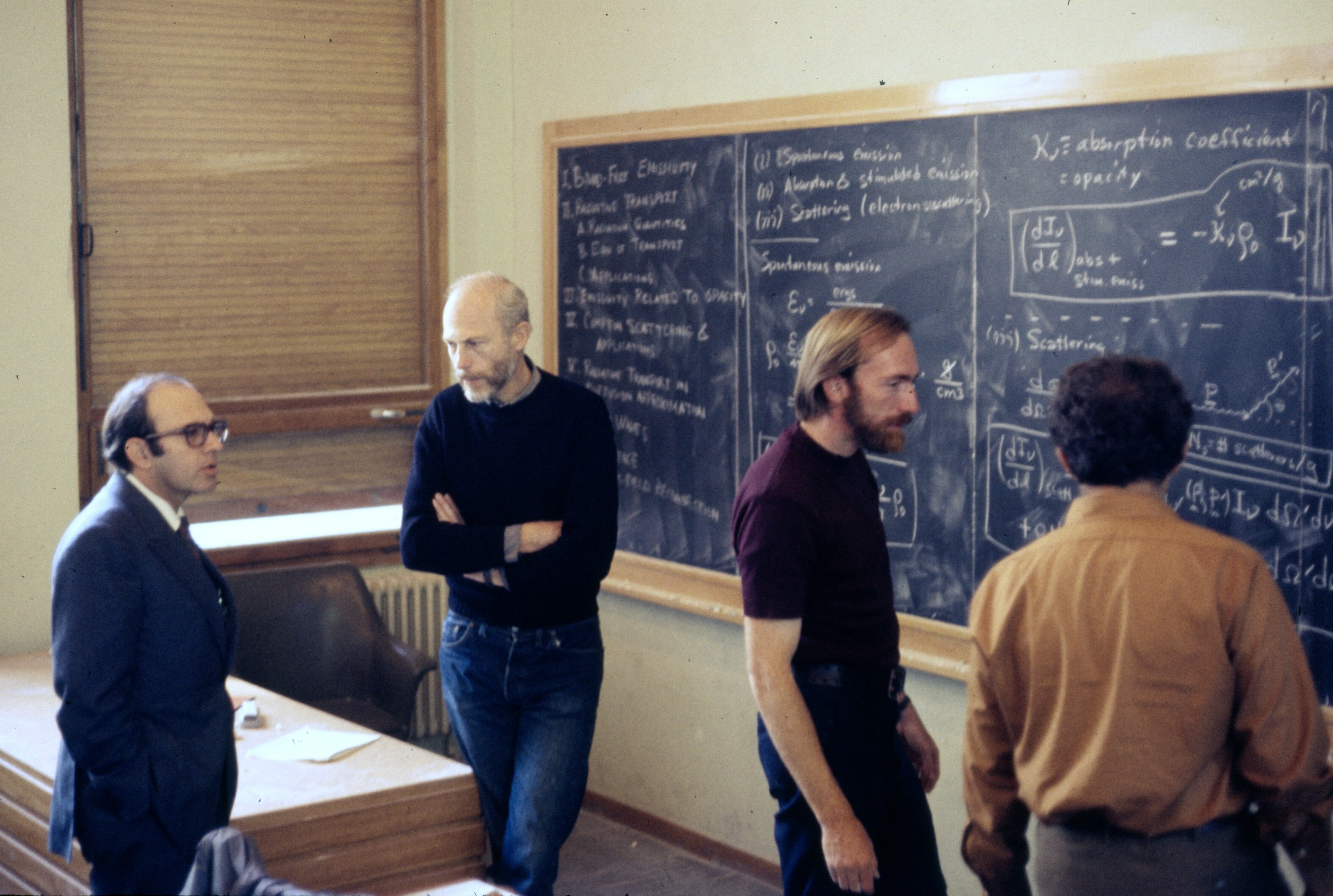
1972年、エコール・ドゥ・フィジック・デ・ズーシュ（英語版）大講義室での議論。左からユヴァル・ネーマン、ドウィット、キップ・ソーン。
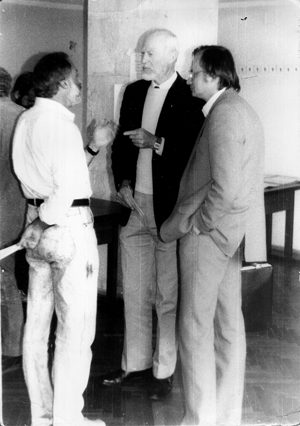
第5回量子重力セミナー（モスクワ、1990年5月28日 - 6月1日）にて。左からグリゴリ・A・ヴィルコヴィスキー、ドウィット、アンドレイ・O・バルヴィンスキー。